# William B. Hesseltine
William Best Hesseltine (21 février 1902 – 8 décembre 1963) est un historien et homme politique américain. Professeur à l'Université du Wisconsin à Madison pendant près de trois décennies, il est spécialiste de l'histoire américaine du milieu du XIXe siècle, en particulier la Guerre de Sécession, l'ère de la reconstruction et le sud des États-Unis. Il est également connu comme le mentor d’une génération d’historiens américains, dont beaucoup ont également remporté des prix pour leurs écrits.

## Jeunesse
Originaire de Brucetown, comté de Frederick, Virginie, il est le fils de Mae Rosa Best (1860-1929) et de son mari William Edward Hesseltine (1860-1905), qui se sont mariés dans le comté de Maricopa, Arizona (Phoenix) en 1901. Il n'a aucun souvenir de son père et passe sa petite enfance à Brucetown avec sa mère. Son grand-père maternel, le Dr William Janney Best (1834-1908), est né dans le Comté de Loudoun,. Le Dr Best ne possède pas d'esclaves et ne rejoint aucun des deux camps de la guerre civile américaine, mais pratique la médecine à l'ouest dans le comté de Clarke, notamment en traitant les soldats des deux armées. Après la guerre, le Dr Best déménage un peu plus à l'ouest dans le comté de Frederick et établit son cabinet à Brucetown, près de la frontière avec le nouvel État de Virginie-Occidentale et l'ancienne Winchester/Martinsburg Turnpike. Après la mort de son grand-père, le jeune Hesseltine étudie à l'Institut militaire de Millersburg dans le Kentucky, fondé par son oncle, le colonel Carl M. Best, retourne ensuite dans la vallée de Shenandoah en Virginie pour fréquenter l'Université Washington et Lee (plutôt que la VMI voisine) et obtient un baccalauréat en 1922. Il obtient ensuite une maîtrise de l'Université de Virginie et son doctorat de l'Université d'État de l'Ohio. Il reçoit un Litt. D. de Washington et Lee en 1949.
En 1923, Hesseltine épouse Katherine Louise Kramer (1902-1977) et ils ont un fils, William Hesseltine Jr. (1925-2001) et une fille, Kitty Mae (née en 1928).

## Carrière
Hesseltine enseigne d'abord au Scarritt-Morrissville College (aujourd'hui Central Methodist College) dans le Missouri, mais est surtout connu pour avoir enseigné l'histoire à l'Université du Wisconsin à Madison de 1932 jusqu'à sa mort. En 1930, il est professeur à l'Université de Chattanooga (maintenant l'Université du Tennessee à Chattanooga), mais en part lorsque le poste dans le Wisconsin est disponible,. Bien que sa thèse et son premier livre (publiés en 1930 et réimprimés en 1998) concernent les prisons de la guerre civile (et leurs conditions lamentables dans le Nord et le Sud) et qu'il ait publié plus de 100 articles, Hesseltine est surtout connu comme biographe et mentor de futurs historiens. Sa biographie du Général Grant en 1935 (rééditée en 1957) fait autorité sur son sujet pendant des décennies. En 1945, Hesseltine écrit " " Écrire une histoire intellectuelle, c'est comme essayer de clouer de la gelée au mur. ".
Les séminaires d'études supérieures de Hesseltine (certains réunis autour d'une table autrefois utilisée par les étudiants de Frederick Jackson Turner) sont connus pour l'application rigoureuse du métier d'historien. Beaucoup de ses doctorants à Madison sont devenus des historiens influents, notamment plusieurs présidents de l'Organisation des historiens américains ou de la Southern Historical Society et lauréats du prix Pulitzer et du prix Bancroft : T. Harry Williams, Kenneth M. Stampp (en), Frank Freidel, Richard N. Current et Stephen Ambrose,. De plus, Hesseltine a influencé le développement du domaine de la rhétorique grâce à son mentorat auprès de Robert G. Gunderson,.
Hesseltine s'oppose à la politique étrangère de Franklin Delano Roosevelt dans les années qui précèdent l'entrée des États-Unis dans la Seconde Guerre mondiale, mais en 1945, il prend congé pour enseigner à la GI American University en Angleterre. Il est pendant un certain temps un membre actif du Parti socialiste d'Amérique. L'un de ses livres, réédité peu avant sa mort, concerne les tiers partis aux États-Unis.
Hesseltine est actif dans de nombreuses associations professionnelles, dont la Southern Historical Association (président en 1960) et la Wisconsin Historical Society (membre du conseil d'administration à partir de 1951, président de 1961 jusqu'à sa mort en 1963).

## Mort et héritage
Hesseltine est décédé d'un grave accident vasculaire cérébral ou d'une crise cardiaque le 8 décembre 1963. En 1965, la Wisconsin Historical Society crée un prix en son honneur. Ses archives se trouvent à la Wisconsin State Historical Society à Madison et, à l'occasion du 20e anniversaire de sa mort, la société publie plusieurs articles sur Hesseltine dans son numéro d'hiver 1982-1983. Son ancien élève, plus tard professeur et historien connu Stephen Ambrose, dote en son honneur une chaire d'histoire militaire à l'Université du Wisconsin à Madison, désormais nommée conjointement en l'honneur d'Ambrose et de Hesseltine.

## Publications
- Civil War Prisons (1930).
- Ulysses S. Grant: Politician (1935) voir en ligne.
- A History of the South: 1607–1936 (1936)
- Lincoln and the War Governors  (1948).
- The Rise and Fall of Third Parties from Anti-Masonry to Wallace  (1948) voir en ligne.
- Confederate Leaders in the New South (1950).
- Pioneer's Mission: The Story of Lyman Copeland Draper (1954) voir en ligne.
- The South in American History (1960) voir en ligne.
- A History of the South, 1617–1937 (1960) voir en ligne.
- Lincoln's Plan of Reconstruction (1960) voir en ligne.
- The Blue and the Gray on the Nile (1961) avec Hazel Catherine Wolf.
- Third-Party Movements in the United States (1962) voir en ligne.
- The Tragic Conflict: The Civil War and Reconstruction (1962)